# Ducados na Suécia

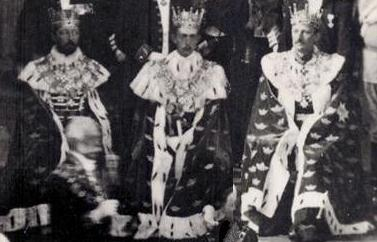
Os Duques Eugênio de Narícia, Guilherme de Sudermânia e Carlos da Gotalândia Ocidental usando as suas coroas na abertura do parlamento em 1905 na Sala do Trono do Palácio Real de Estocolmo

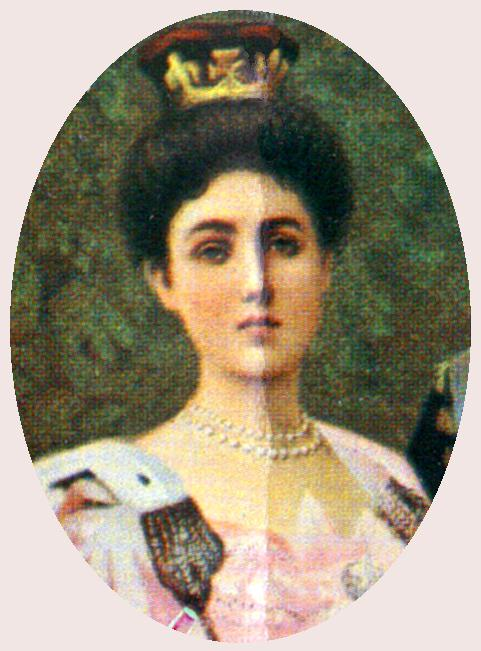
A Duquesa Margarida da Escânia (Margarida de Connaught) em 1905 em Estocolmo

Um ducado da Suécia (em sueco:  hertigdöme) era antigamente uma região demarcada, governada por um duque (hertig). Hoje em dia, o título hertig (duque') ou hertiginna (duquesa) é uma distinção meramente honorífica, atribuída exclusivamente a membros da família real sueca. 
Os ducados na Suécia (em sueco:  hertigdömen) foram atribuídos desde o século XIII a poderosos senhores, passando sucessivamente dos grandes senhores tradicionais - os jarl - para os príncipes da Suécia (apenas em algumas das dinastias) e as suas esposas. Desde o início estes ducados eram frequentemente centros de poder regional, onde aos seus duques e duquesas tinham autoridade executiva considerável da sua própria, sob o poder central dos seus reis ou rainhas reinantes.
No século XVI, o rei Gustavo Vasa deu uma nova forma institucional aos ducados, apoiado em decisão das cortes suecas em Västerås, no ano de 1544 (Riksdagen 1544). Ficou então decidido atribuir aos filhos do monarca ducados com uma certa autonomia, mas sem competências que pusessem em perigo a unidade do reino ou a soberania da coroa. 
Desde 1772 - no reinado do rei Gustavo III - os títulos são meramente honoríficos, tendo os seus portadores raramente desfrutado de qualquer autoridade ducal. Apesar disso, os duques e as duquesas suecas têm disposto de residências senhoriais oficiais, especialmente selecionadas em suas províncias, e ainda de algum estatuto cultural ligado a essas províncias históricas. 

## Duques e Duquesas Atuais
Na Suécia, hoje em dia, o título de Duque (Hertig) ou Duquesa (Hertiginna) é um título real honorífico, unicamente concedido aos príncipes (desde 1772) e princesas (desde 1980) da família real sueca, que tenham direito a herdar o trono. 
Estes ducados modernos sempre foram constituídos para as províncias históricas da Suécia, que são entidades não governamentais, sem papel político. 
Atualmente, existem treze ducados, dos quai um inclui duas províncias: 
| Província histórica | Duque/Duquesa             | Ano inicial |
| ------------------- | ------------------------- | ----------- |
| Blekinge            | Princesa Adriana          | 2018        |
| Dalarna             | Príncipe Gabriel          | 2017        |
| Gästrikland         | Princesa Madalena         | 1982        |
| Hälsingland         | Princesa Madalena         | 1982        |
| Västergötland       | Princesa Herdeira Vitória | 1980        |
| Västergötland       | Príncipe Daniel           | 2010        |
| Östergötland        | Princesa Estela           | 2012        |
| Gotlândia           | Princesa Leonor           | 2014        |
| Escânia             | Príncipe Óscar            | 2016        |
| Södermanland        | Príncipe Alexandre        | 2016        |
| Värmland            | Príncipe Carlos Filipe    | 1979        |
| Värmland            | Princesa Sofia            | 2015        |
| Ångermanland        | Príncipe Nicolau          | 2015        |
| Halland             | Príncipe Juliano          | 2021        |

## Lista de Ducados
- Duque da Suécia
- Duque da Finlândia
- Duque da Estónia
- Duque da Dalarna
- Duque de Dalslândia
- Duque da Gotlândia
- Duque da Gestrícia
- Duque de Halândia
- Duque da Helsíngia
- Duque de Halândia
- Duque de Jemtlândia
- Duque de Narícia
- Duque da Olândia
- Duque da Gotalândia Oriental
- Duque da Escânia
- Duque de Esmolândia
- Duque de Sudermânia
- Duque de Stegeborg
- Duque de Uplândia
- Duque de Varmlândia
- Duque de Vestmânia
- Duque da Bótnia Ocidental
- Duque da Gotalândia Ocidental